# Pristomerus punctatus
Pristomerus punctatus är en stekelart som beskrevs av Tohru Uchida 1932. Pristomerus punctatus ingår i släktet Pristomerus och familjen brokparasitsteklar. Inga underarter finns listade i Catalogue of Life.